# 田峯
田峯（だみね）は、愛知県北設楽郡設楽町の地名。

## 地理
地名は鞍部や峠を意味する「タワ」（タワミ）の多い地形に由来するとされる。駄峰と表記されることもある。
設楽町西部に位置する。北は設楽町東納庫、設楽町西納庫、稲武町、西は豊田市（旧・東加茂郡足助町、下山村）、南は設楽町三都橋、設楽町豊邦、新城市（旧・南設楽郡鳳来町）に接している。
集落は豊川支流の寒狭川と当貝津川の合流点北西の台地上にある。集落の周囲には段戸山、寒狭山、出来山などがあり、これらに囲まれた区域は国有林である。

### 地形
山岳
- 段戸山
- 寒狭山
- 出来山

河川・湖沼
- 寒狭川 - 豊川支流。
- 段戸湖

### 交通
- 国道473号
- 愛知県道33号瀬戸設楽線
- 愛知県道365号田峯三都橋線

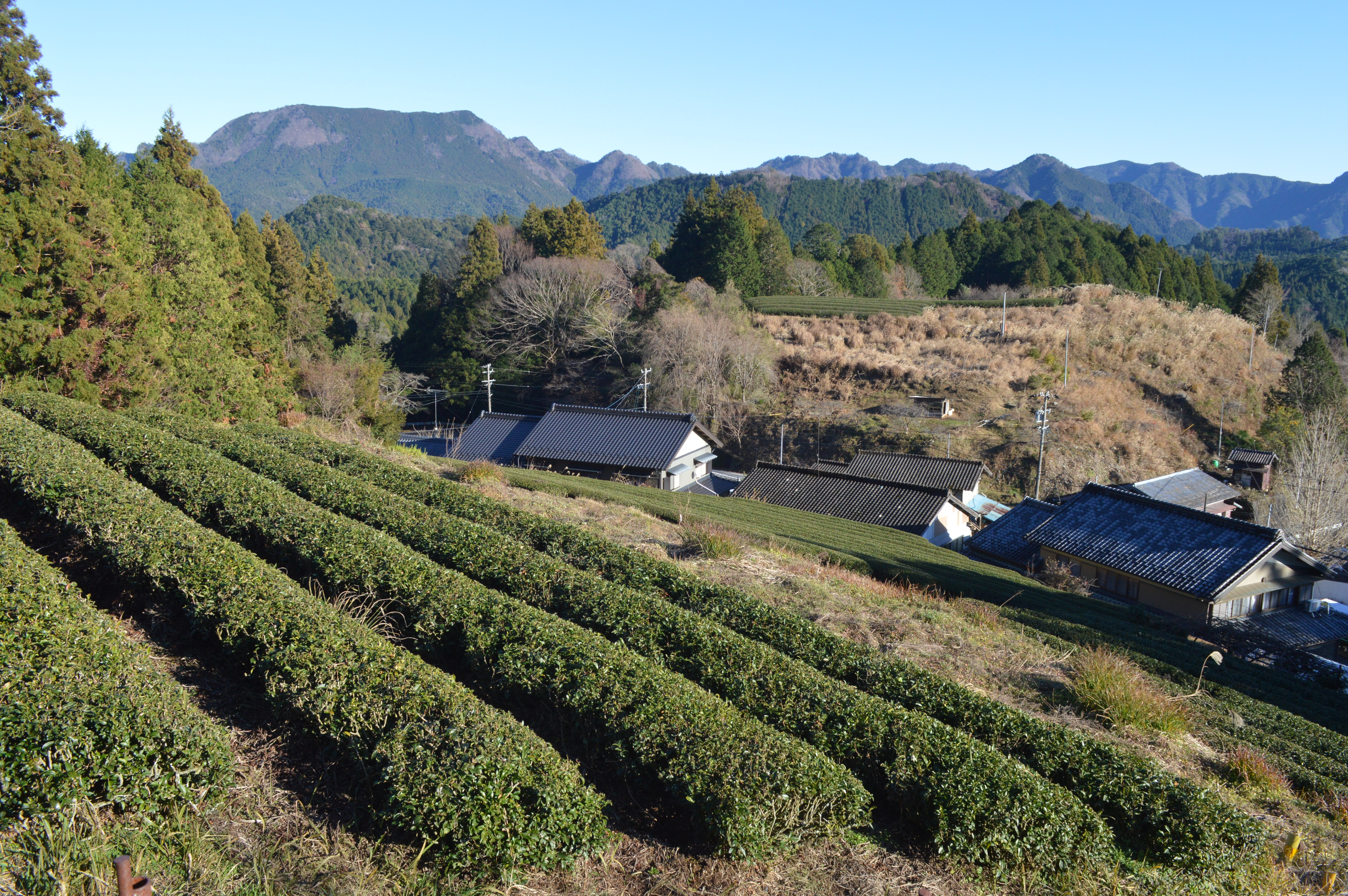
田峯茶の茶畑
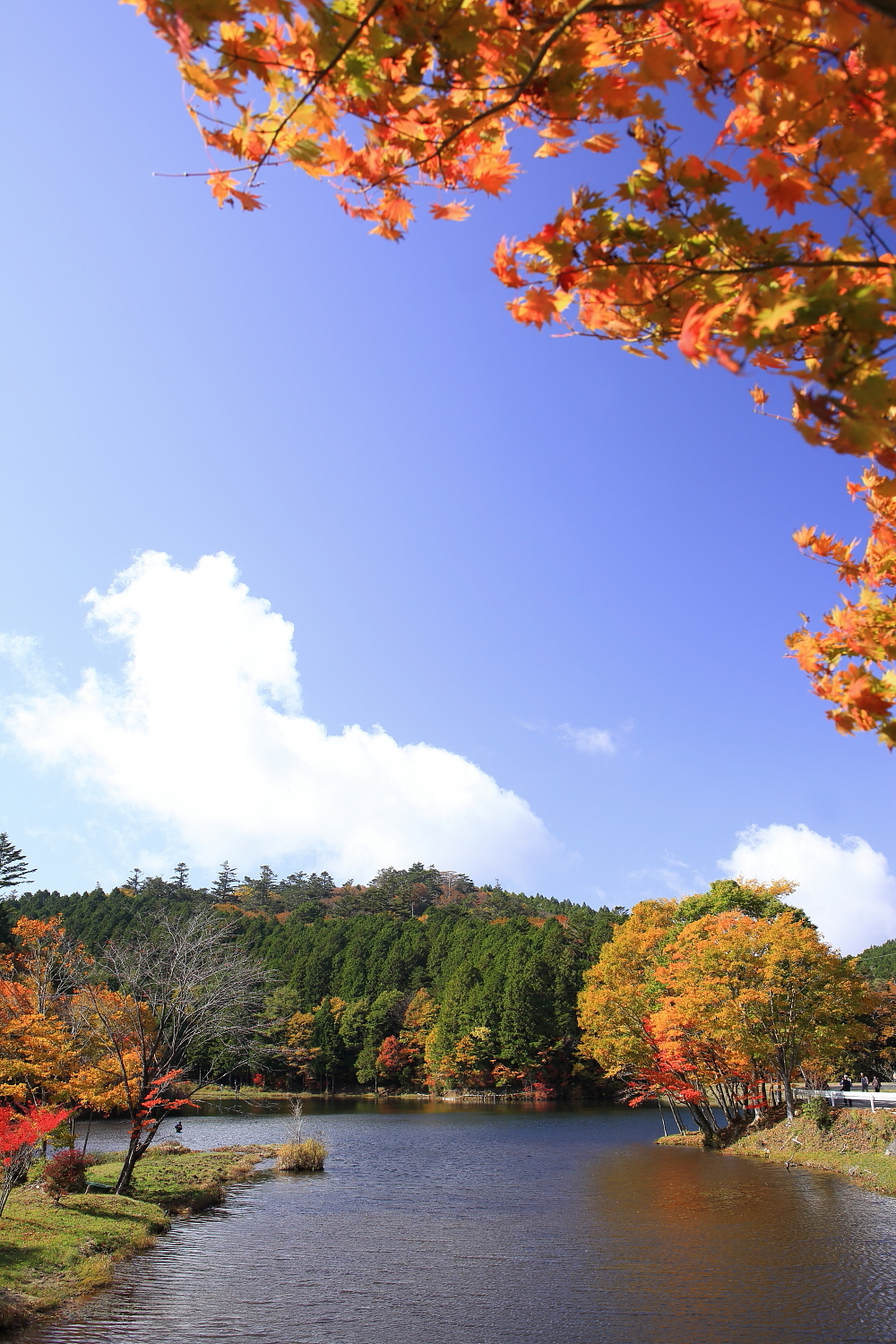
段戸湖
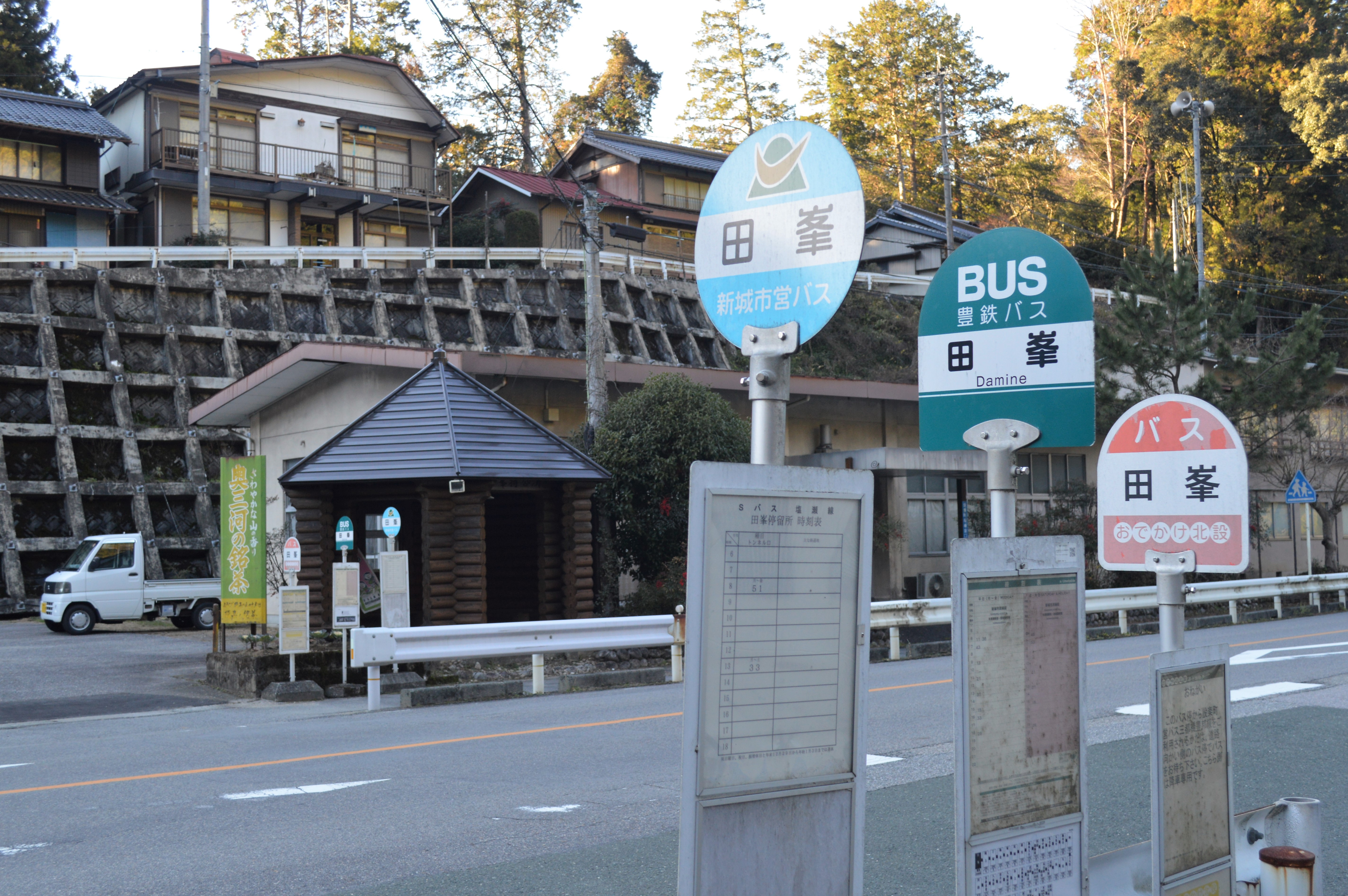
「田峯」バス停
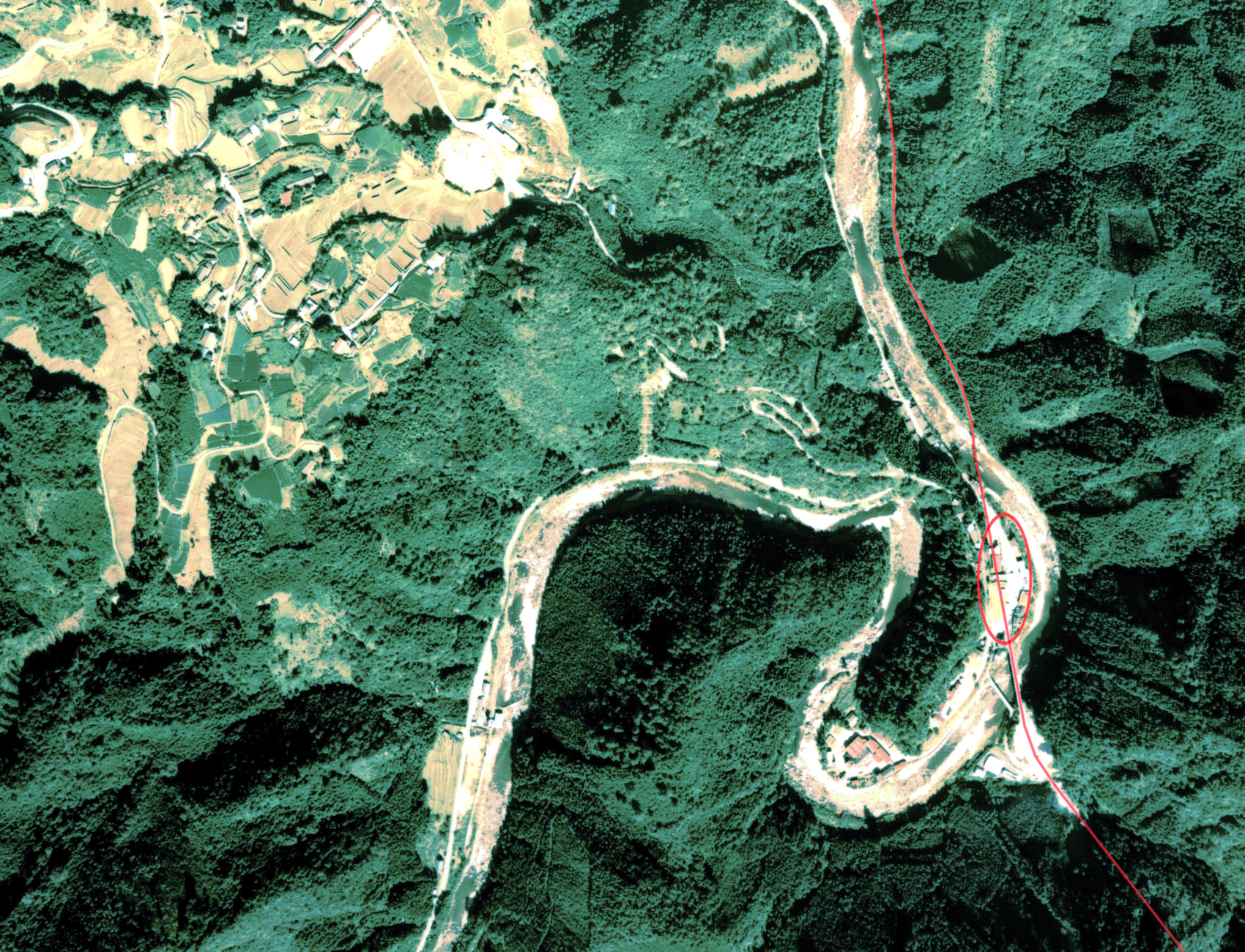
田峯駅（廃止）

### 人口の変遷
国勢調査による人口および世帯数の推移。
| 2010年（平成22年） | 111世帯 296人 |  |
| 2015年（平成27年） | 103世帯 257人 |  |
| 2020年（令和2年）  | 84世帯 231人  |  |

## 歴史

### 室町時代

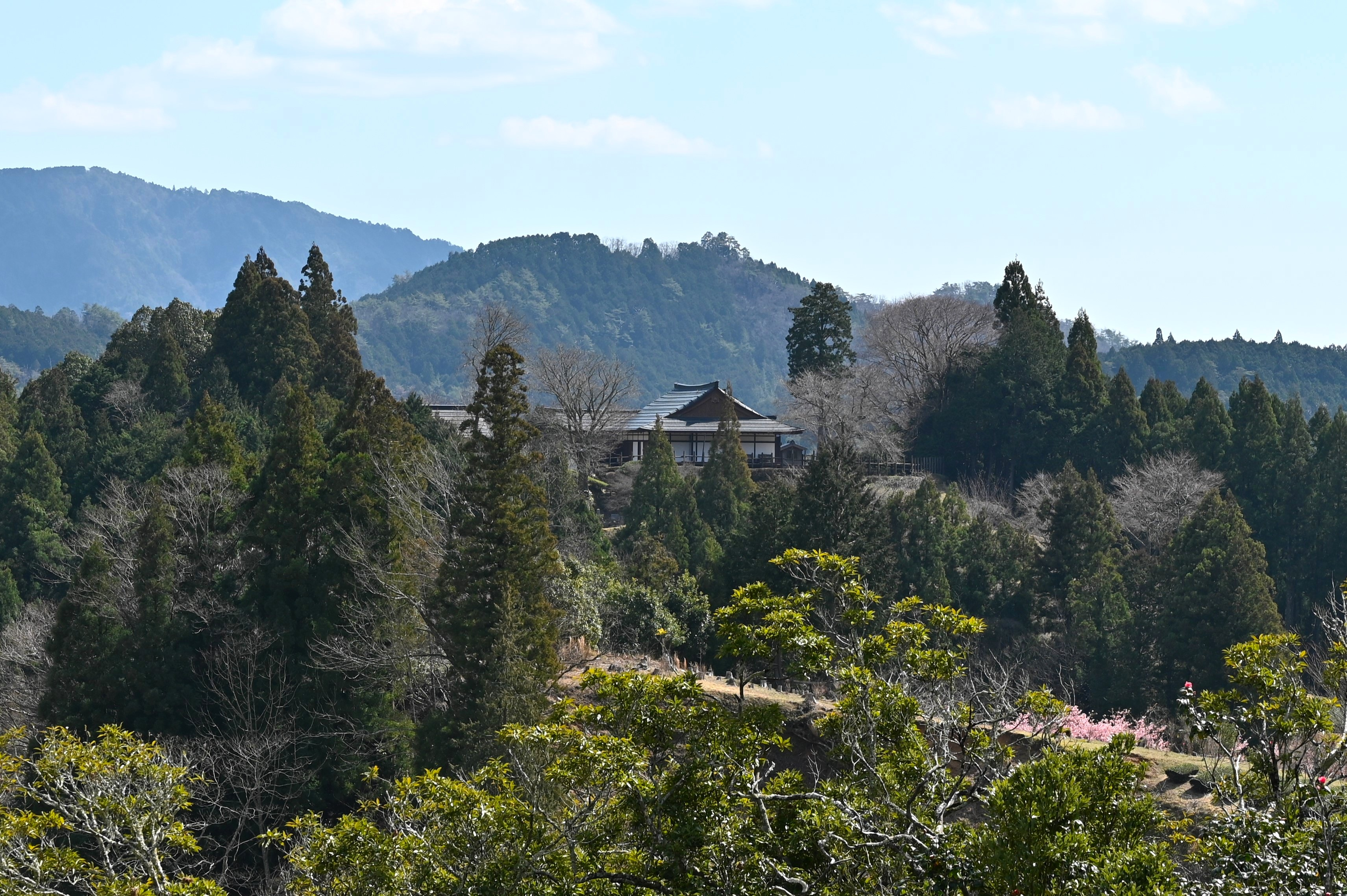
田峯城

白鳥神社の創建は社伝によると応永17年（1410年）である。
文明2年（1470年）、田峰菅沼家の祖である菅沼定信によって田峯城が築城された。この際には田峯城の鎮護のために高勝寺（田峰観音）と称する堂宇を建立した。文明4年（1472年）には日光寺が菅沼定信によって中興されて田峯菅沼家の菩提寺となっており、中世後期の田峯には日光寺と田峰観音（高勝寺）の2ヶ寺が存在した。文明13年（1481年）11月15日、菅沼貞吉は田峰観音に梵鐘を寄進しており、梵鐘には「大日本国三州設楽郡田峰村」と刻まれている。
戦国時代には三河国設楽郡田峰村であり、田峰郷、田嶺、田峯などとも表記された。永禄年間（1558年から1570年）には今川氏と松平氏の間で新城・田嶺・武節などをめぐる抗争が起こった。天正元年（1573年）には甲斐国の武田氏が田峯周辺を侵略した。

### 江戸時代
江戸時代当初の設楽郡田峯村は幕府領であり、元和7年（1621年）には筒井村が分村した。村高は寛永年間（1624年～1644年）の『三河国村々高附』（『寛永高附』）によると339石余、元禄年間（1688年～1704年）の『元禄郷帳』によると370石余だった。元禄3年（1690年）における戸数は78、人口は362人だった。
元文5年（1740年）における戸数は113、人口は441人であり、寛政2年（1790年）における戸数は83、人口は305人だった。天明5年（1785年）に89石余の東組を除いた280石余が挙母藩領となった。天保年間（1831年～1845年）の『天保郷帳』によると村高は390石余、明治初期の『旧高旧領』によると390石余である。
集落の北西にある段戸山は御林である。安永8年（1779年）にはシイタケ生産のために、16両1分を上納した上で、シデ1950本の払い下げを受けている。寛政年間（1789年～1801年）には田峯の山中から銅鐸が出土し、三河国一宮である砥鹿神社に奉納された。

### 近代

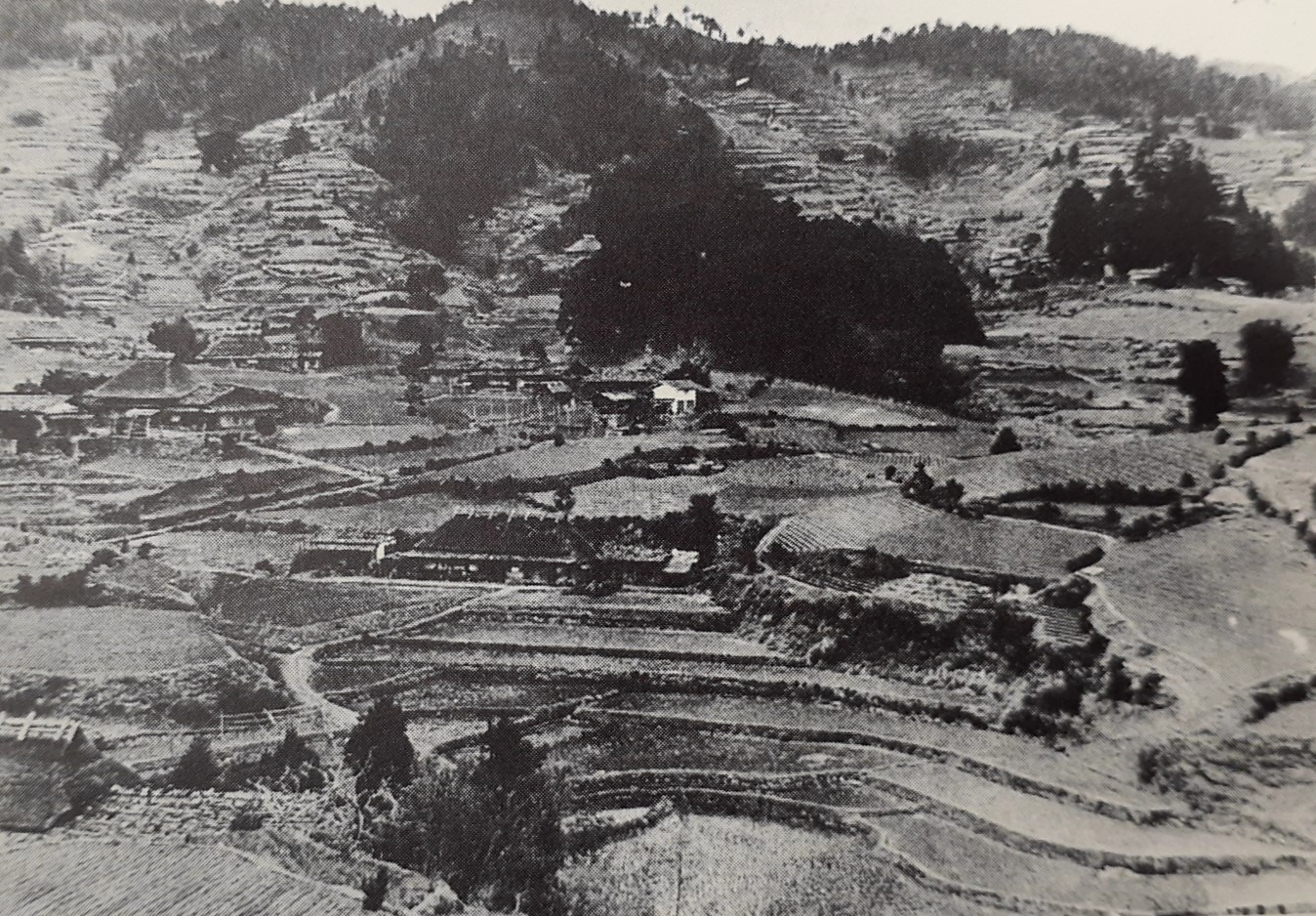
1918年の田峯

1869年（明治2年）には幕府藩領が静岡藩領となり、同年には重原藩領に代わった。1873年（明治6年）には田峯学校が設立された。1878年（明治11年）には設楽郡が南北に分割され、田峯村は北設楽郡の所属となった。1880年（明治13年）には段戸山に愛知県立産馬学校が移転して段戸産馬講習所に改称した。1905年（明治38年）には三河地方の3800頭が軍馬となっている。
1889年（明治22年）には町村制が施行され、近世以来の田峯村、田内村、三都橋村、豊邦村、松戸村が合併して段嶺村が発足した。旧村名を継承した5大字が設置され、大字田峯に段嶺村役場が置かれた。同年には5433町歩の山林が御料林となっている。1891年（明治24年）の戸数は275戸、人口は1461人だった。
1904年（明治37年）には田峯郵便局が開局した。1919年には田峯も通って田口と海老を結ぶ東三自動車のバスの運行が開始された。1918年（大正7年）には大名倉水力発電所が完成したことで、1919年（大正8年）には大名倉や田口などに電灯が付き、1922年（大正11年）には田峯にも電灯が付いた。1933年（昭和8年）には田峯にも電話が架設された。
1930年（昭和5年）12月10日には田口鉄道が延伸されて田峯に鉄道が通じ、1932年（昭和7年）には田口鉄道が三河田口駅まで全通した。1931年には田峯と段戸鰻沢の間に設楽森林鉄道も完成した。

### 現代

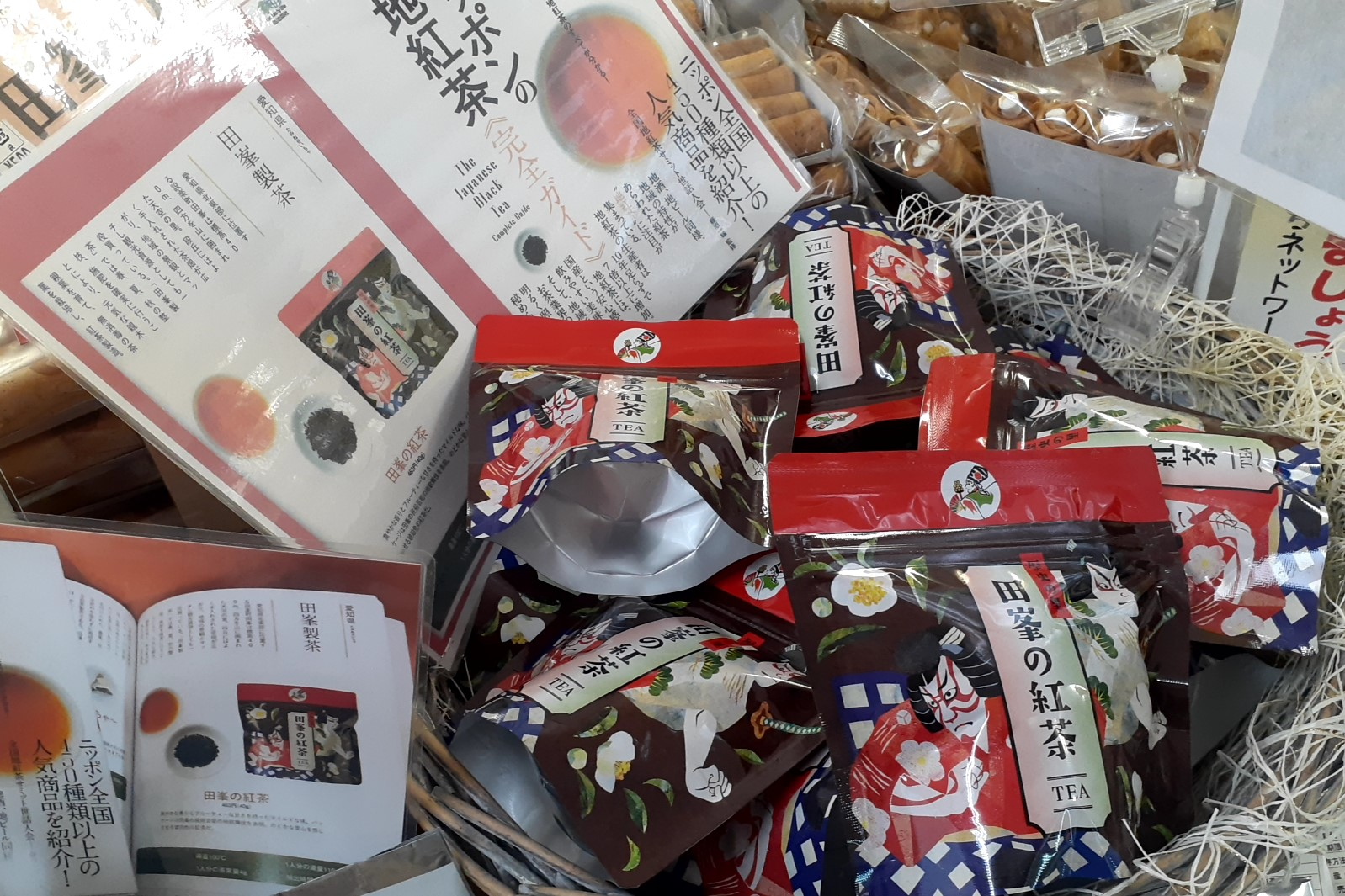
田峯の紅茶

太平洋戦争後には駒ケ原や沖ノ平への入植が行われた。1961年（昭和36年）の世帯数は246戸、人口は1132人だった。1956年（昭和31年）9月30日、段嶺村、田口町、名倉村、振草村の一部が合併して設楽町が発足し、旧田峯村の範囲に大字田峯が設置された。段戸産馬講習所は1959年（昭和34年）に国立段戸種馬所となったが、1968年（昭和43年）に閉鎖されている。1962年（昭和37年）には寒狭川沿いの道路が国道257号に指定された。1968年（昭和43年）には豊橋鉄道田口線が廃線となった。
1961年（昭和36年）には田峯念仏踊が愛知県無形民俗文化財に指定され、1976年（昭和51年）には田峯観音の舞台が愛知県有形民俗文化財に指定された。1963年（昭和38年）には田峯観音で行われる田楽が「田峯の田楽」として愛知県無形民俗文化財に指定され、1978年（昭和53年）には他地域の田楽と合わせた「三河の田楽」として国重要無形民俗文化財に指定された。
1989年（平成元年）の世帯数は128戸、人口は417人。田峯は古くから田峯茶の産地であり、昭和50年代には年間約25トンを生産していた。1997年（平成9年）7月には田峯茶業組合が第31回愛知県茶品評会で農林水産大臣賞を受賞した。2018年（平成30年）には本格的に紅茶の製造を開始した。

## 教育

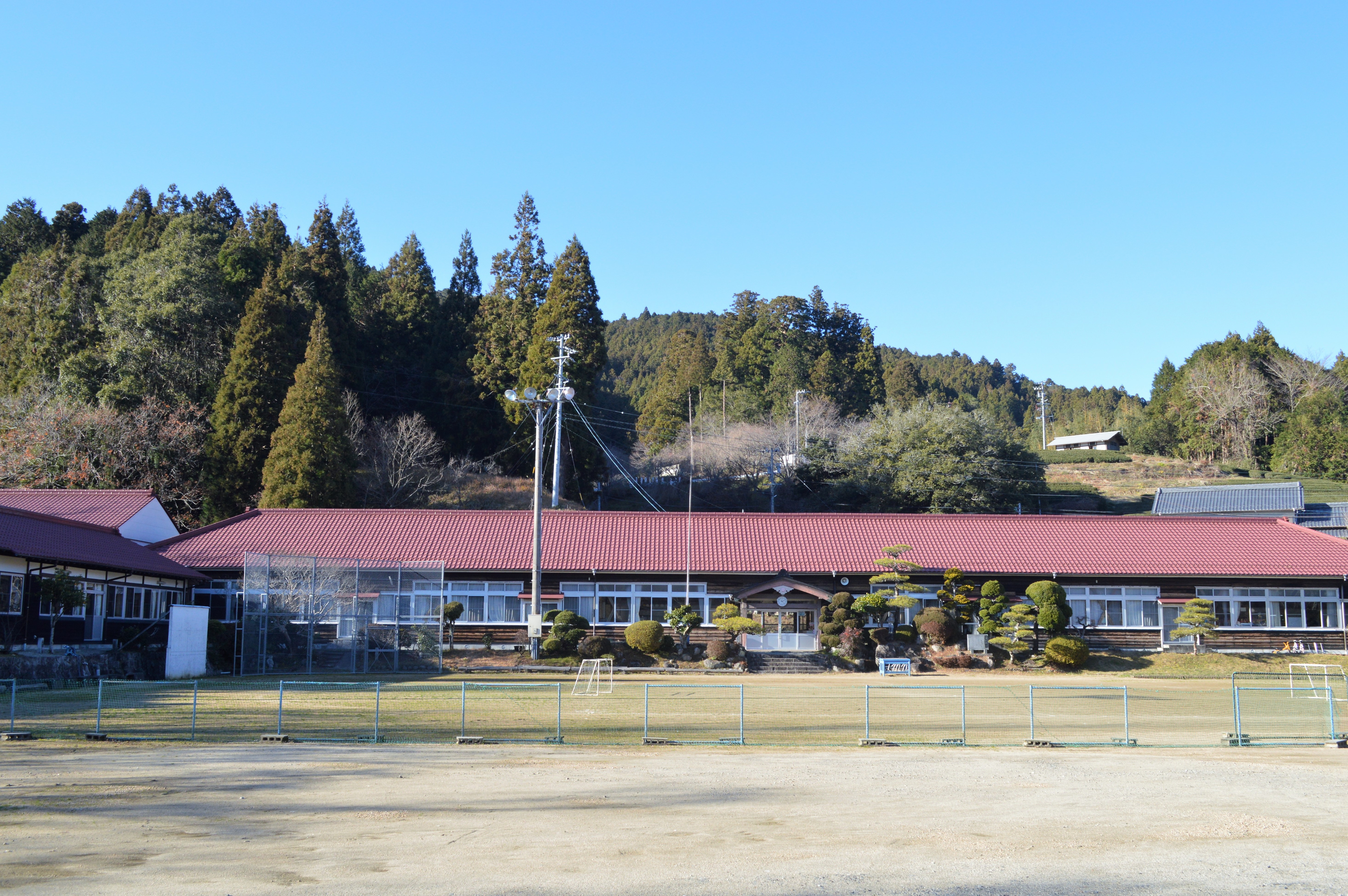
設楽町立田峯小学校

1873年（明治6年）11月19日には田峯学校が創立された。当初は日光寺で授業を行っていたが、1875年（明治8年）には日光寺の火災の影響で白鳥神社に移った。1891年（明治24年）には田峯観音（高勝寺）の境内に校舎を建てたが、1927年（昭和2年）12月には現在地に木造平屋建の校舎を建てて移転した。
1941年（昭和16年）には国民学校令によって段嶺村立田峯国民学校に改称し、1947年（昭和22年）には段嶺村立田峯小学校に改称した。
1956年（昭和31年）9月30日には設楽町が発足し、設楽町立田峯小学校に改称した。
2008年（平成20年）には日米文化交流などの事業によって中日文化賞を受賞した。2011年（平成23年）には耐震工事が完了し、2013年度（平成25年度）には第21回愛知まちなみ建築賞を受賞した。2014年（平成26年）4月25日、田峯小学校の普通教室棟と特別教室棟が登録有形文化財に登録された。設楽町では初の登録有形文化財である。
児童数の減少によって2024年（令和6年）3月に閉校し、設楽町立田口小学校に統合された。

## 名所・旧跡
- 白鳥神社 - 旧社格は村社。祭神は日本武尊など。社殿によると応永17年（1410年）に勧請され、田峯城主の田峯菅沼氏に庇護された。
- 田峯城 - 文明2年（1470年）に菅沼定信によって築城され、田峯菅沼氏の拠点となった山城。天正10年（1582年）頃に廃城となった。設楽町指定史跡。
- 田峰観音（高勝寺） - 曹洞宗系の単立寺院。山号は谷高山。菅沼定信が田峯城を築城した際に創建された。「三河三観音」や「奥三河七観音」の札所である。例祭では田峯田楽や奉納歌舞伎が行われ、田峯田楽は国の重要無形民俗文化財に指定されている。
- 日光寺 - 曹洞宗の寺院。山号は田峯山。本尊は釈迦牟尼仏。田峯城主の菅沼定信が中興し、文明4年（1472年）に田峯菅沼氏の菩提寺となった。

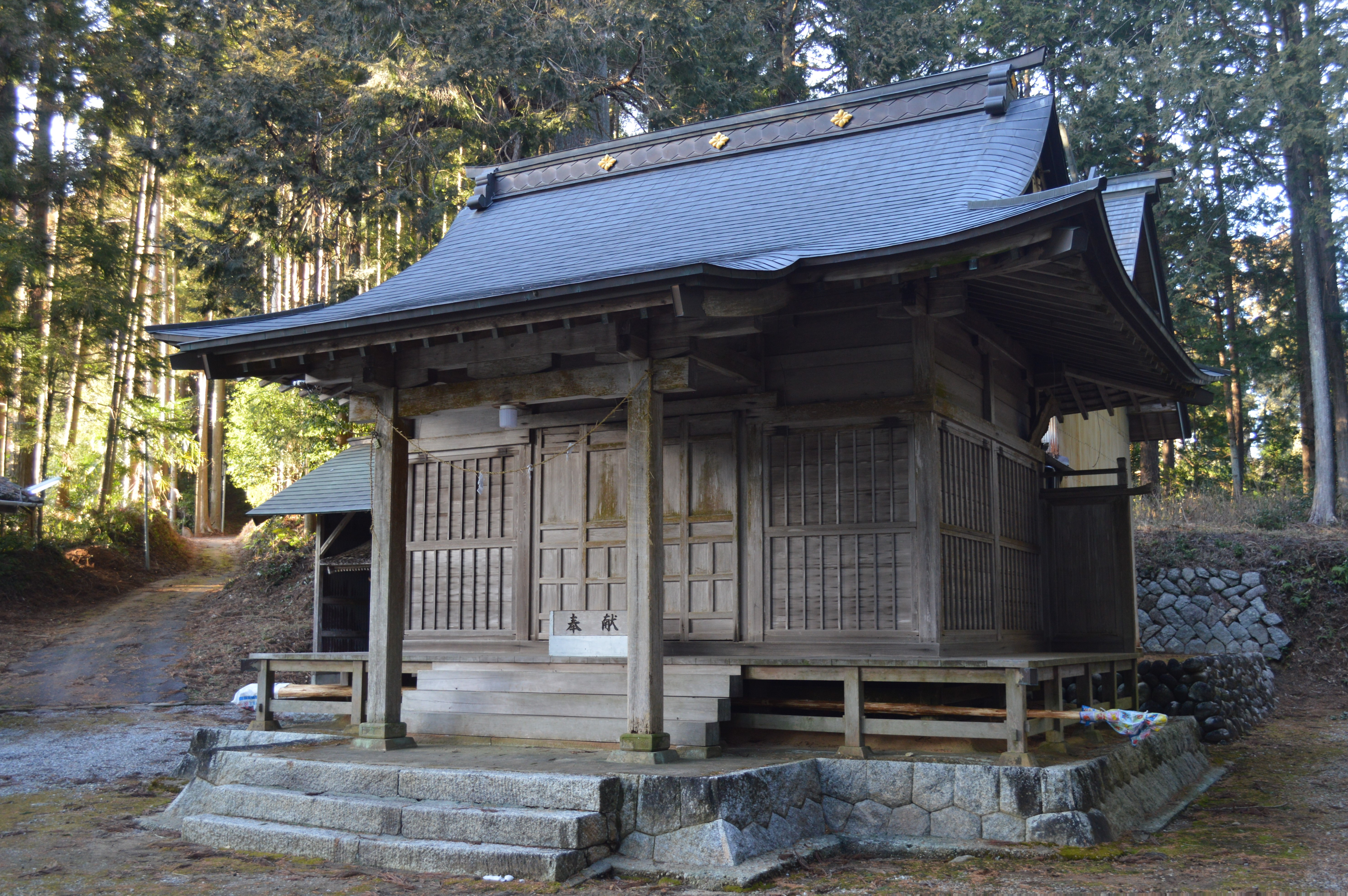
白鳥神社
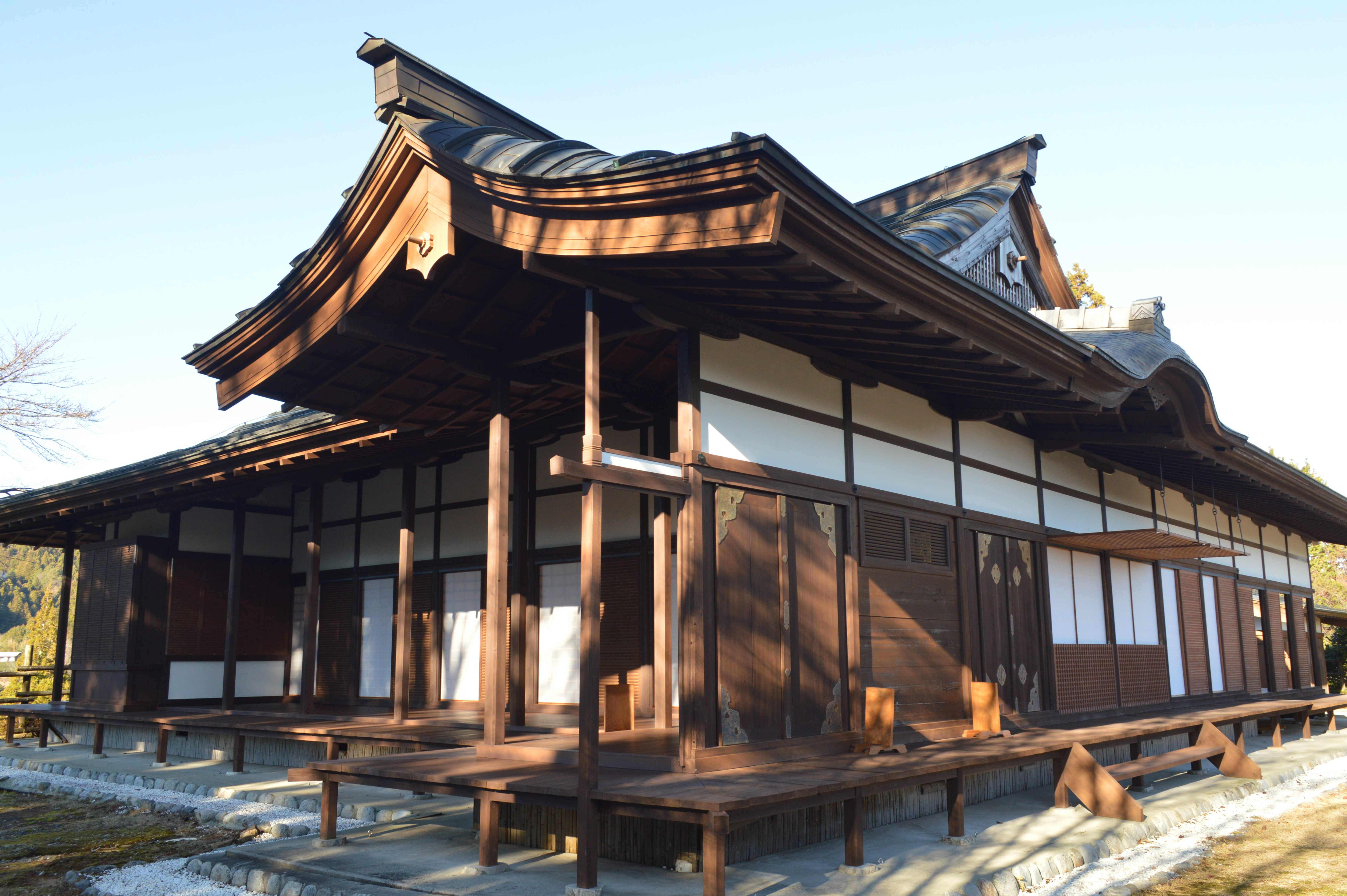
田峰城
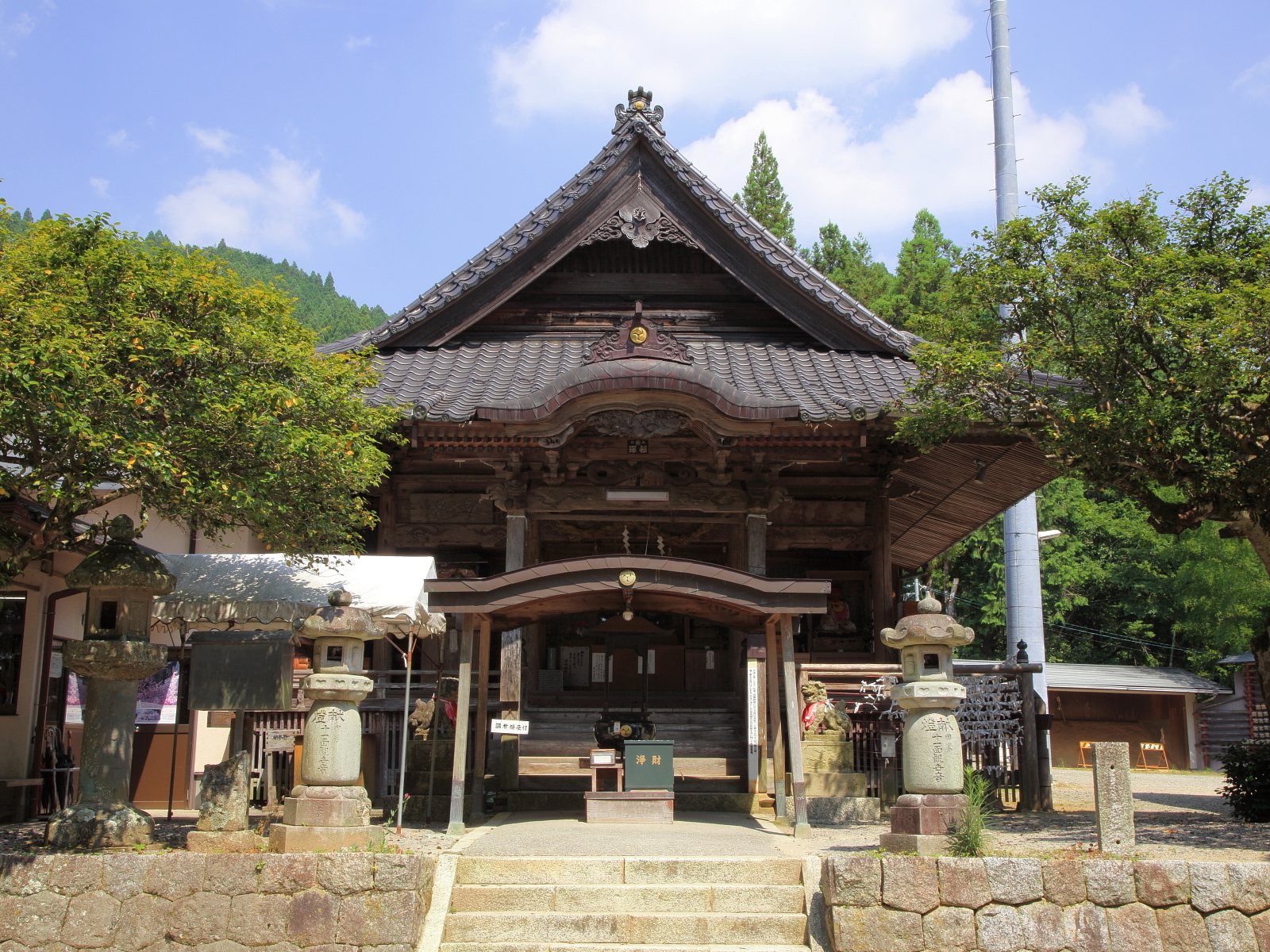
田峰観音
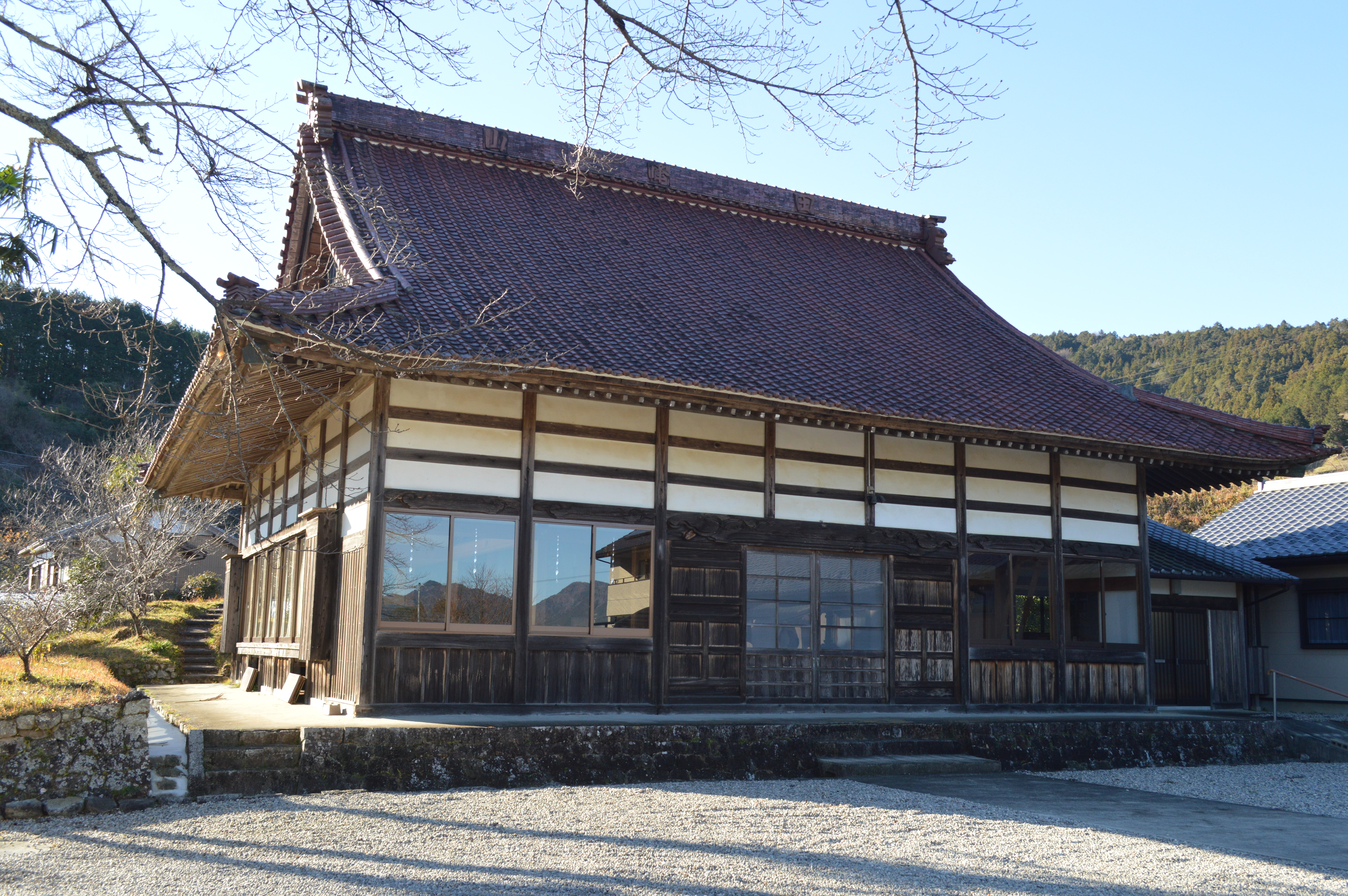
日光寺

### WEB
1. ↑  “愛知県北設楽郡設楽町の町丁・字一覧”.   人口統計ラボ. 2024年4月27日閲覧。
2. 1 2  総務省統計局 (2022年2月10日). “令和2年国勢調査の調査結果(e-Stat) - 男女別人口，外国人人口及び世帯数－町丁・字等” (CSV). 2023年8月2日閲覧。
3. ↑  “読み仮名データの促音・拗音を小書きで表記するもの(zip形式) 愛知県” (zip).   日本郵便 (2024年2月29日). 2024年3月26日閲覧。
4. ↑  “市外局番の一覧” (PDF).   総務省 (2022年3月1日). 2022年3月22日閲覧。
5. ↑  “ナンバープレートについて”.   一般社団法人愛知県自動車会議所. 2024年1月21日閲覧。
6. ↑  総務省統計局 (2012年1月20日). “平成22年国勢調査の調査結果(e-Stat) - 男女別人口及び世帯数 －町丁・字等” (CSV). 2021年7月21日閲覧。
7. ↑  総務省統計局 (2017年1月27日). “平成27年国勢調査の調査結果(e-Stat) - 男女別人口及び世帯数 －町丁・字等” (CSV). 2021年7月21日閲覧。
8. 1 2  学校紹介 設楽町立田峯小学校
9. ↑  第21回愛知まちなみ建築賞の総評及び作品講評 愛知県
10. ↑  設楽町立田峯小学校普通教室棟 文化遺産オンライン
11. ↑  設楽町立田峯小学校特別教室棟 文化遺産オンライン
12. ↑  『小中学校統合だより』設楽町、2022年10月25日、創刊号

### 書籍
1. 1 2 3 4 5 6 7 8 9 10 11 12 13 14 15 16  「角川日本地名大事典」編纂委員会『角川日本地名大事典 23 愛知』角川書店、1989年、p.814
2. 1 2 3 4 5  「角川日本地名大事典」編纂委員会『角川日本地名大事典 23 愛知』角川書店、1989年、p.1907
3. 1 2  『設楽町誌 村落誌』設楽町、2001年、pp.400-401
4. ↑  『設楽町誌 教育・文化編』設楽町、2004年、pp.299-300
5. 1 2 3 4 5 6 7 8 9 10 11 12 13 14 15 16  「角川日本地名大事典」編纂委員会『角川日本地名大事典 23 愛知』角川書店、1989年、p.815
6. 1 2 3 4 5  『写真で見る郷土の20世紀』設楽町教育委員会、2002年、pp.1-5
7. 1 2  「開発4年 評価上場 清蔵本格化 田峯の紅茶」『中日新聞』、2018年8月7日
8. ↑  「設楽町の組合に農林水産大臣賞 豊橋で県茶品評会」『中日新聞』、1997年7月11日
9. 1 2  『六三制教育七十周年記念 愛知県小中学校誌』愛知県小中学校校長会、2018年、p.666